# Léonard Mulamba Nyunyi wa Kadima
Léonard Mulamba Nyunyi wa Kadima, colonel de l’armée congolaise, né en 1928 et mort le 12 août 1986, est le Premier ministre du Zaïre du 24 novembre 1965 au 25 octobre 1966.
Il est notamment décoré de l’ordre des Compagnons de la Révolution, le 10 janvier 1974 par le président Mobutu Sese Seko.